# Phidippus otiosus
Phidippus otiosus es una especie de araña araneomorfa del género Phidippus, familia Salticidae. Fue descrita científicamente por Hentz en 1846.
Se encuentran en el sureste de los Estados Unidos desde Florida y Texas hasta Carolina del Norte. Sin embargo, se sabe que Phidippus otiosus ha sido exportada junto a Tillandsia, también se tienen registros que ha aparecido en varios países de Europa como Suecia y Alemania. Los machos de estas especies miden 8-12 mm y las hembras 12-18 mm. Sus quelíceros iridiscentes pueden variar en color de púrpura a verde.
su único saco de huevos debajo de la corteza de los robles y pinos. Estos se colocan de diciembre a febrero en Carolina del Sur y de enero a junio en Florida. El saco de esta especie puede albergar cerca de 19 huevos aunque también se suelen encontrar 150.